# Deli Andor
Deli Andor (Óbecse, 1977. május 2. –) vajdasági magyar politikus. Az Európai Parlament képviselője a Fidesz színeiben.

## Élete
Az Újvidéki Egyetem Jogtudományi Karán diplomázott jogász szakon. 2001-óta a Vajdasági Magyar Szövetség tagja.
2012-ben lett a Vajdasági Magyar Szövetség képviselőjeként a vajdasági tartományi kormány tagja. Az oktatási, igazgatási és nemzeti kisebbségi titkárság élére került, ezzel együtt a tartományi kormány három alelnöki tisztségének egyikét is megkapta.
A Fidesz határon túli jelöltje, a párt EP-listáján Vajdaság képviselője 2014. július 1. óta.

## Művei
- Korhecz Tamás–Gábrity Molnár Irén–Deli Andor: Tolerancia-építők. Vajdasági tolerancia-program euroregionális és EU-adaptációja; MTT, Szabadka, 2006 (Pannon füzetek)